# Waiting for the End
"Waiting for the End" é uma canção da banda norte-americana de rock Linkin Park, gravada para seu quarto álbum de estúdio, A Thousand Suns (2010). Foi composta por todos os membros do grupo, com sua produção ficando a cargo de Rick Rubin e do integrante Mike Shinoda; da mesma forma, a escrita foi um esforço colaborativo entre o vocalista Chester Bennington e Shinoda. A faixa foi lançada como o segundo single de A Thousand Suns em 1 de outubro de 2010, através das gravadoras Warner Bros. e Machine Shop.
A música integra uma grande variedade de gêneros musicais, que vão desde o rock alternativo, rap rock, trip hop e space rock. O processo de composição começou com uma batida de bateria que Shinoda criou em seu laptop e, desde o início, ele sabia que tinha potencial para ser uma boa faixa. O músico explicou que teve problemas para desenvolvê-la e que ficou "intimidado em mergulhar nisso" porque "não queria estragar tudo". Bennington disse que, ao contrário das outras canções do álbum, "Waiting for the End" é "motivadora desde o início". Em diferentes oportunidades, Shinoda revelou que esta é a sua faixa favorita da discografia do Linkin Park.
"Waiting for the End" foi aclamada pela crítica especializada, com muitos revisores destacando seu ritmo e conteúdo lírico, bem como o desempenho vocal de Bennington, com um escritor da revista Spin dizendo que poderia ser "o melhor de sua carreira". Muitos também reconheceram a canção como a melhor de A Thousand Suns e uma das melhores da carreira da banda. A obra teve um desempenho comercial positivo, se tornando a faixa de maior sucesso do álbum. Alcançou a 42.ª posição na Billboard Hot 100, e o topo da Alternative Airplay, onde permaneceu por 4 semanas. Em 2017, a Recording Industry Association of America (RIAA) certificou-a com um disco de platina.
O videoclipe, dirigido pelo DJ Joe Hahn, e filmado no Third Encode Studios em Los Angeles, Califórnia, foi lançado em 8 de outubro de 2010 na MTV e no dia seguinte no canal da banda no YouTube. Ao considerar a peça visual da canção, Hahn disse que tentou "esmagar" o grupo "digitalmente". O vídeo recebeu uma indicação na categoria de "Melhores Efeitos Especiais" no MTV Video Music Awards de 2011, mas acabou perdendo para o clipe da canção "E.T.", de Katy Perry com Kanye West. "Waiting for the End" apareceu em um conteúdo para download (DLC) do jogo eletrônico de ritmo Guitar Hero: Warriors of Rock (2010), bem como em um pacote para o Rock Band 3 (2010).

## Antecedentes e gravação
Linkin Park mostrou interesse em lançar músicas com mais frequência após o lançamento de seu terceiro álbum de estúdio, Minutes to Midnight (2007), que marcou uma lacuna de lançamento de quatro anos em relação a Meteora (2003). O multi-instrumentista e vocalista Mike Shinoda explicou que eles queriam iniciar uma fase em que pudessem lançar canções com mais frequência e não esperar tantos anos entre cada álbum. Desta forma, o grupo lançou o single "New Divide", gravado especificamente para o filme Transformers: Revenge of the Fallen (2009), a faixa "Not Alone", incluída na coletânea Download to Donate for Haiti (2010) para ajudar as vítimas do terremoto no Haiti em 2010, e o álbum de demonstrações Linkin Park Underground 9 (2009). Em 2008, durante a turnê promocional de Minutes to Midnight, eles iniciaram o processo de composição para seu próximo álbum de estúdio, A Thousand Suns (2010). Durante a turnê, a banda gravou demos na Europa e nos Estados Unidos, mais precisamente em Berlim, Praga e Nova Iorque. Posteriormente, analisaram o material com o produtor Rick Rubin e ingressaram no NRG Recording Studios (Los Angeles, Califórnia) onde gravaram "Waiting for the End" e todo o disco. A produção da canção ficou a cargo do próprio Shinoda e de Rubin. Vlado Meller masterizou a faixa na Universal Mastering Studios com a ajuda de Mark Santangelo, enquanto que Neal Avron a mixou na Paramount Recording Studios com a ajuda de Nicolas Fournier.

## Composição e desenvolvimento
"Waiting for the End" é a oitava faixa de A Thousand Suns, precedida pelo interlúdio "Jornada del Muerto" e precedendo "Blackout". Ela possui uma duração de três minutos e cinquenta e um segundos (3:51) durante sua reprodução e cobre uma grande quantidade de gêneros musicais, como rock alternativo, rap rock, trip hop e space rock. Seguindo uma fórmula de tempo 4/4, é composta na tonalidade de Mi maior, possuindo um andamento moderado de 90 batidas por minuto. O desenvolvimento da canção começou com uma batida de bateria que Shinoda criou em seu laptop e um rap no qual ele escreveu e se surpreendeu positivamente. Shinoda, no entanto, inicialmente achou que esta era uma faixa "chata", embora ainda acreditasse no potencial dela. Ele explicou que teve problemas para desenvolvê-la e que estava "intimidado em mergulhar nela", porque "não queria estragar tudo". O músico sentiu que estava levando-a para um "lugar que ele sabia ser especial, mas não conseguia descobrir onde". Por este motivo, ele esperou que "aparecesse algo" que o impulsionasse a continuar trabalhando nela. Durante o desenvolvimento da faixa, seu título de trabalho era "Meadowlands".
A composição foi um trabalho colaborativo entre o vocalista Chester Bennington e Shinoda. Um dia, quando ambos estavam no estúdio de gravação pensando em palavras para compor a canção, Bennington mostrou a Shinoda ideias vocais que havia gravado em seu telefone enquanto estava no carro e em casa; uma dessas ideias tratou-se da frase que inicia o primeiro verso com os vocais principais do vocalista: "Waiting for the end to come". Ambos gostaram de como soava na música, então "colocaram-na em seu lugar" e desenvolveram o resto da canção em torno dessa frase. Apesar das dificuldades em compô-la, Shinoda considerou que era uma questão de paciência e de esperar que "as peças certas se juntassem"; da mesma forma, ele achou que o processo foi "uma experiência única". Bennington disse que, ao contrário de outras faixas de A Thousand Suns, "Waiting for the End" é uma canção "motivacional" com uma mensagem "muito intensa". Ele também comentou que o verso "Holding on to what I haven't go", é algo com o qual todos poderiam se identificar, explicando: "As pessoas possuem essa ideia de como querem que sejam suas vidas e se esforçam para alcançar essa ideia tanto quanto possível". Quanto ao seu refrão, ele mencionou que é algo "muito vulnerável, muito real, muito humano". Bennington também opinou que esta é a sua faixa favorita do disco, ao lado de "Iridescent".
Para Shinoda, "Waiting for the End" é uma das canções que se destaca em A Thousand Suns porque os seguidores da banda "não tinham ouvido antes uma música que misturasse esses tipos de emoções e letras". Ele também a descreveu como uma obra "muito tridimensional": "Um minuto é estrondosamente alta, e no próximo é super obscura e calma, possui uma estranha mistura de esperança e medo. Tornou-se esse tipo de canção por causa da experiência insana de composição que tivemos". Em maio de 2017, Shinoda revelou que "Waiting for the End" era a sua canção favorita do Linkin Park naquele momento, através de uma entrevista concedida à revista Impericon. Em 2020, durante uma transmissão ao vivo na Twitch, ele novamente declarou que esta é a sua música favorita da discografia da banda.

## Lançamento
A banda começou a debater a escolha do primeiro single de A Thousand Suns pouco antes de terminar a gravação do álbum. Shinoda propôs "Waiting for the End" como uma das opções, porém, eles optaram por "The Catalyst" porque sentiram que esta foi quem melhor representou o rumo do álbum e a mudança no som do grupo. Os integrantes sabiam que "Waiting for the End" tinha potencial para ser uma canção de maior sucesso, mas decidiram primeiro lançar algo chamativo e depois publicá-la como segundo single. A faixa foi lançada pela primeira vez na página do Myspace da banda em 8 de setembro de 2010, dias antes do lançamento de A Thousand Suns. Finalmente, em 1 de outubro de 2010, as gravadoras Warner Bros. e Machine Shop a publicaram como o segundo single oficial do disco. O lançamento teve edições em CD e formato digital. Uma dessas edições contou com um remix da canção feito pelo grupo de música eletrônica The Glitch Mob, e outra que contou com um remix de "The Catalyst" produzido pelo Does It Offend You, Yeah?. A Warner Bros. também encomendou um remix de "Waiting for the End" aos DJs Lynnwood e Dave Dresden, mas o projeto não foi pra frente; mesmo assim, Dresden lançou-o em sua página do SoundCloud em junho de 2011. Alguns dias após o seu lançamento, o single apareceu em um conteúdo para download (DLC) para o jogo eletrônico de ritmo musical Guitar Hero: Warriors of Rock (2010), intitulado "Linkin Park Track Pack". Além disso, fez parte do pacote para download "Linkin Park Pack 01" para o jogo Rock Band 3 (2010), lançado em janeiro de 2011.

### Apresentações ao vivo

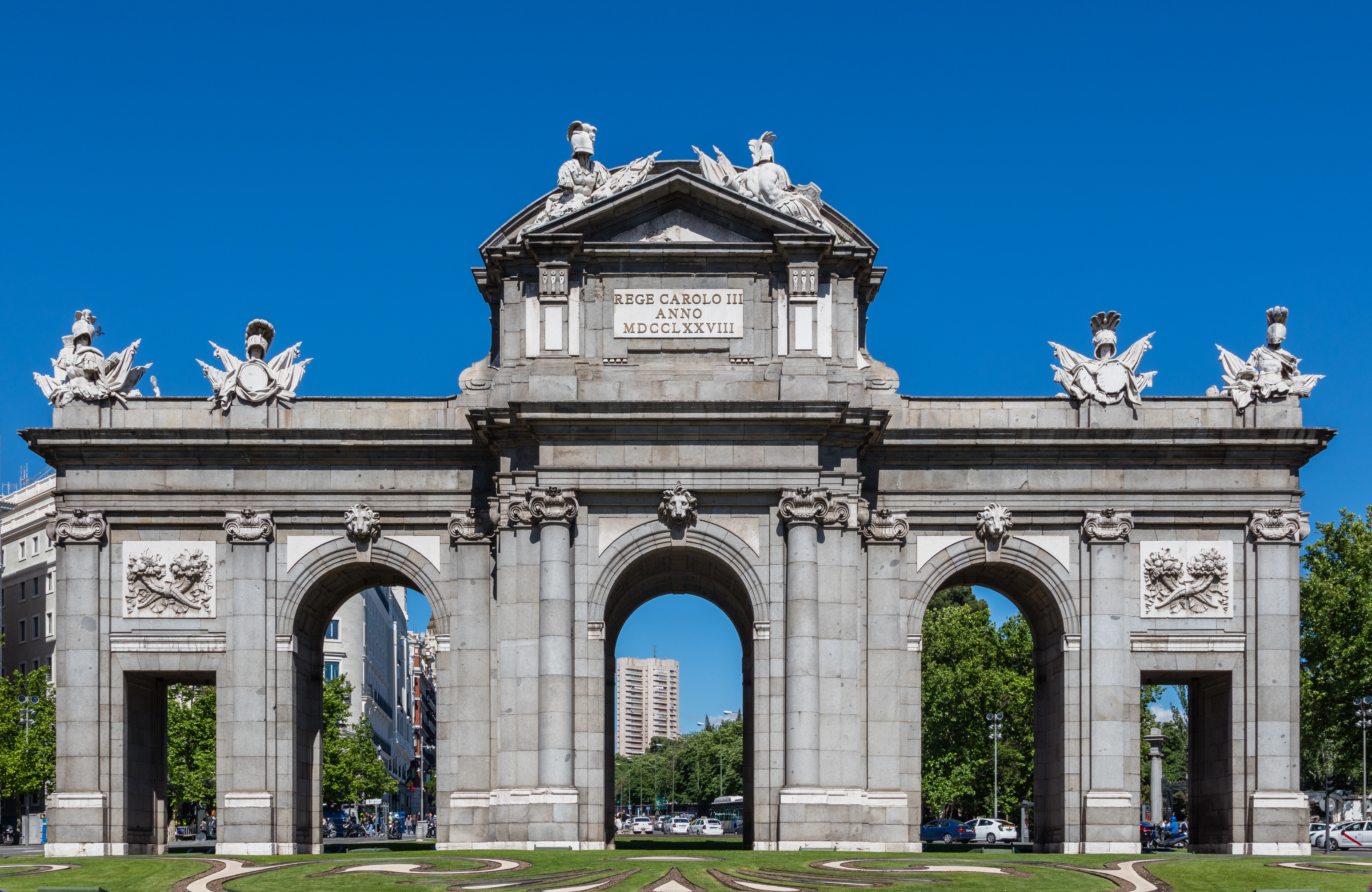
A primeira apresentação televisiva de "Waiting for the End" aconteceu na Porta de Alcalá, na Espanha

Linkin Park apresentou a canção ao vivo pela primeira vez em 7 de setembro de 2010 no evento KROQ's Kevin and Bean Breakfast Show, que aconteceu no Stage 21 da Paramount Studios em Hollywood, Califórnia. Neste concerto, o grupo também tocou pela primeira vez outras faixas de A Thousand Suns ("The Catalyst" e "Iridescent"), bem como os singles "What I've Done" e "Numb". Em agosto, um comunicado de imprensa da Best Buy anunciou que a banda estaria inaugurando o Best Buy Theatre (Nova Iorque), que até então se chamava Nokia Theatre Times Square. O show foi uma apresentação especial para o lançamento de A Thousand Suns, onde tocaram várias canções do disco, incluindo "Waiting for The End". Em 7 de novembro de 2010, e por ocasião do MTV Europe Music Awards, o Linkin Park participou de um show gratuito na Porta de Alcalá, na Espanha, onde a canção fez parte do repertório. Em 5 de fevereiro de 2011, a banda apareceu no programa Saturday Night Live, onde, naquela noite, foi apresentado pelo ator e comediante Dana Carvey. A primeira faixa que tocaram foi "Waiting for the End" e depois "When They Come For Me". Na apresentação, o grupo integrou os efeitos visuais feitos em seu videoclipe. Quanto à performance, James Montgomery, da MTV, destacou o esforço do grupo em fazer um bom show.
"Waiting for the End" fez parte da lista de canções executadas na turnê mundial A Thousand Suns Tour, que se estendeu de outubro de 2010 a setembro de 2011. O single também foi incluído no repertório do Honda Civic Tour de 2012, Living Things World Tour (2012–2013), The Hunting Party Tour (2014–2015) e One More Light World Tour (2017). A última apresentação da faixa com Bennington ocorreu em 6 de julho de 2017, antes de sua morte no dia 20 daquele mesmo mês. O show, que aconteceu no Barclaycard Arena em Birmingham, Inglaterra, contou com uma introdução de rap para a canção "Remember the Name" de Fort Minor. Linkin Park apresentou a faixa em 27 de outubro de 2017 em um concerto em homenagem a Bennington no Hollywood Bowl em Los Angeles, Califórnia; a banda performou uma versão cantada por Sydney Sierota, vocalista do grupo de indie pop Echosmith, e Steven McKellar.
Linkin Park apresentou "Waiting for the End" pela primeira vez em quase sete anos em um evento transmitido ao vivo em 5 de setembro de 2024, onde a banda anunciou o seu retorno após um hiato que perdurava desde 2017 por conta da morte de Bennington, com as adições da vocalista Emily Armstrong e do baterista Colin Brittain, este último que substituiu o baterista Rob Bourdon, que optou por não continuar no grupo. A canção continuou sendo tocada continuamente durante a turnê From Zero World Tour (2024).

## Recepção da crítica
"Waiting for the End" foi aclamada pela crítica especializada. George Lang, do The Oklahoman, disse que, nesta canção, a banda "sincroniza suas ambições e forças" e encontra sua "base melódica e toca com força total". Alex Young, do Consequence, opinou que a faixa é "verdadeiramente inspiradora", enquanto que Scott Kara, do The New Zealand Herald, mencionou que seu estilo musical é uma "mistura estranha" que integra "dancehall, baladas épicas e riffs distorcidos", e que "de alguma forma, funciona". Chad Childers, da Loudwire, observou que a canção possui uma "batida dançante que a diferencia", e que "a combinação da bateria de Rob Bourdon e dos samples de Joe Hahn realmente dão à faixa aquele som único". O revisor continuou dizendo: "Adicione o rap rasta de Shinoda com a entrega mais melódica de Bennington e você terá os elementos de algo especial". A equipe de redação da Billboard disse que com "Waiting for the End" eles conseguem "oferecer uma visão arrepiante da realidade" e que a "linha de guitarra caótica" e o piano fornecem um tom esperançoso antes de mergulhar você "em um instrumental assustador". O site concluiu dizendo que a faixa oferece a grandeza de "Numb" e "Faint", mas as "letras moralistas" e a estrutura polirrítmica de Rubin a diferencia de canções anteriores da banda.
Brett Bodner, do Chorus.fm, disse que a faixa "facilmente" integra às dez melhores canções do Linkin Park e que possui "uma atmosfera especial, onde você sabe que está ouvindo algo único". Brad Nelson, da revista Spin, destacou o desempenho vocal de Bennington, dizendo que poderia ser o "melhor de sua carreira". Nelson comentou que "a nota que ela alcança no final do refrão é primorosa, e todo o barulho estrondoso e caótico que a rodeia dá à sua voz a aparência de ser um farol de luz penetrando uma escuridão complexa". Após a morte de Bennington, Andrew Unterberger, da Billboard, disse que apesar de parecer uma anomalia na discografia do grupo, é uma "consolidação incomum" de seus pontos fortes subestimados. Unterberger comparou-a ao estilo musical da banda Coldplay e do grupo de rock 311. Por sua vez, a The New Fury também disse que "soava semelhante" à música do 311, e que era "alegre e otimista". James Hickie, da Kerrang!, comentou que o ritmo da canção fazia-o lembrar de "99 Problems", do rapper Jay-Z. Amy Sciarretto, do Artistdirect, destacou a letra e mencionou que era uma "faixa melancólica" que mostrava "o lado mais sensível do grupo". Pablo Porcar, da Binaural, destacou-a como a melhor faixa de A Thousand Suns, e declarou que era "incapaz" de encontrar uma canção que fosse capaz de ofuscá-la. Ele também disse que é um "exemplo de como você pode integrar a magia vocal de Chester Bennington e o poder lírico de Mike Shinoda". Michael Escoto, da Phoenix New Times, comentou que "Waiting for the End" "mostra claramente a evolução do som do grupo" e que, desde o início, fica claro que não é mais a mesma banda que popularizou o nu metal nos anos 2000.
"Waiting for the End" foi indicada na categoria de "Melhor Canção Alternativa" na Billboard Music Awards de 2011, mas acabou perdendo para a faixa "Animal" da banda de rock Neon Trees. A canção também foi nomeada na categoria de "Melhor Canção de Rock" no Teen Choice Awards de 2011, mas perdeu para "Monster", da banda Paramore. "Waiting for the End" foi listada como uma das melhores canções do Linkin Park pela Alternative Press, Billboard, Entertainment Weekly, Loudwire, The Independent e pelos leitores da revista Rolling Stone.

## Videoclipe
O videoclipe de "Waiting for the End", filmado no Third Encore Studios em setembro de 2010, foi dirigido pelo DJ Joe Hahn e contou com a colaboração da empresa de efeitos visuais Ghost Town Media, onde estiveram envolvidos os projetistas Brandon Parvini, Jeff Lichtfuss, David Torno, Gabriel Perez e Tae Lee. Conceitualmente, Hahn disse que sua intenção era "esmagar digitalmente" a banda ao ponto onde você pudesse sentir a alma da canção através da "essência do grupo". Ele explicou: "Tornamo-nos fantasmas [de uma] máquina. Alguns podem dizer que, por causa da tecnologia, perdemos a noção de quem somos. Eu contesto isso ilustrando que podemos nos aproximar de quem somos se filtrarmos o ruído." O diretor disse, no entanto, que poderia ser ignorado o conceito abstrato do vídeo e apenas ser apreciado as "belas imagens" que ele mostra.

O clipe é uma experiência em fazer a versão mais digital de nós mesmos, no espírito da paleta visual de A Thousand Suns. Se você tem acompanhado nosso visual ao longo deste álbum, este é o próximo passo em nossa jornada. Eu queria avançar tanto no caminho digital que eventualmente parecesse espiritual. À medida que vivemos as nossas vidas no ruído digital de hoje, podemos encontrar o nosso centro de humanidade no meio do caos. Esta é a minha ilustração disso.

—Declarações do diretor Joe Hahn antes da estreia do vídeo.
O processo de pós-produção durou duas semanas, onde a equipe de efeitos visuais utilizou diferentes programas, como o software de rastreamento de objetos tridimensionais (3D) SynthEyes, Cinema 4D, e plugins de motion graphics e sistemas de partículas para o programa Adobe After Effects, como o Trapcode Form e Trapcode Particular. A equipe usou o Trapcode Form para criar uma aparência visual baseada na aparência gráfica criada anteriormente para a turnê de A Thousand Suns. Os projetistas criaram um efeito de camadas, onde a primeira mostrava as partículas principais e as demais destacavam as partículas flutuantes. Esses efeitos foram baseados nos valores de luminância da filmagem e na resposta de áudio da música. Eles então aplicaram correções de cores e adicionaram um plano de profundidade focal para dar mais intensidade às partículas. Depois de concluir o processo, os projetistas revisaram o vídeo e começaram a selecionar tomadas fracas que não funcionavam e precisavam de mais impacto, bem como encontrar locais para aplicar melhorias em objetos tridimensionais e linhas geométricas que Hahn havia encomendado. A equipe usou o software SynthEyes para rastrear objetos tridimensionais e anexá-los aos membros da banda, como polígonos voando nas costas de Shinoda e seções de um crânio se movendo em conjunto com a cabeça de Bennington. Após essas etapas, eles empregaram o plugin Trapcode Particular a fim de adicionar uma nuvem sutil de partículas a cada imagem apresentada no clipe. Certas tomadas, como os braços de Bennington se abrindo e a cena final de seu rosto se desintegrando, combinavam diferentes técnicas para obter movimentos fluidos.
O vídeo estreou em 8 de outubro de 2010 na MTV e no dia seguinte no canal oficial da banda no YouTube. Dias antes, a MTV disponibilizou uma prévia de 30 segundos em seu site. Tamar Anitai, do mesmo meio, mencionou que o clipe mostra a banda em "outra dimensão", imersa no que parecem "estruturas atômicas ou constelações". William Goodman, da revista Spin, disse que a obra mostra "os seis membros aparentemente presos dentro de um computador, onde seus rostos se esticam e se compactam, e seus corpos se dissolvem em grades pixeladas, como se alguém estivesse sacudindo um Etch A Sketch computadorizado". Para Goodman, as imagens apresentadas no clipe são adequadas para os sons eletrônicos e escaldantes da música, e achou que parecia influenciado pelo vídeo de "House of Cards", da banda Radiohead. Amy Sciarretto, da Artistdirect, descreveu-o como um vídeo artístico e distorcido que não decepcionou. Por sua vez, Emma Gaedeke, da Billboard, achou que o clipe é "alucinante", e que os rostos e corpos dos membros envoltos em constelações mostram a banda presa em um sistema solar escuro e distorcido.
O videoclipe de "Waiting for the End" foi indicado na categoria de "Melhores Efeitos Especiais" no MTV Video Music Awards de 2011, mas acabou perdendo para o vídeo da faixa "E.T.", da cantora Katy Perry com a participação do rapper Kanye West. O clipe foi listado em 28.º lugar na lista dos 40 melhores vídeos de 2010 do canal de televisão VH1.

## Faixas e formatos
| Single digital (1.ª versão) |                                                                      |         |  |
| N.º                         | Título                                                               | Duração |  |
| 1.                          | "Waiting for the End"                                                | 3:51    |  |
| 2.                          | "The Catalyst" ("Guitarmagedon"; remix de Does It Offend You, Yeah?) | 3:06    |  |

| CD; single digital (2.ª versão) |                                                 |         |  |
| N.º                             | Título                                          | Duração |  |
| 1.                              | "Waiting for the End"                           | 3:51    |  |
| 2.                              | "Waiting for the End" (remix de The Glitch Mob) | 4:54    |  |

| CD single promocional |                       |         |  |
| N.º                   | Título                | Duração |  |
| 1.                    | "Waiting for the End" | 3:51    |  |

## Desempenho comercial
Levamos dois anos para fazer esse disco, e foi necessário todo esse processo para realmente digerirmos a nova música, então sabíamos que levaria tempo para que as pessoas realmente começassem a entender. "Waiting for the End" é um exemplo perfeito disso [...] demorou um pouco para subir nas paradas, atingiu o topo nas paradas de músicas alternativas, e depois recuou um pouco, e então retornou para o primeiro lugar.

—Declarações de Bennington sobre a recepção comercial da canção nos Estados Unidos.
"Waiting for the End" é a faixa de maior sucesso de A Thousand Suns. Em 2 de outubro de 2010, estreou na parada musical Billboard Hot 100 na 96.ª posição; após quatro meses, na semana de 19 de fevereiro de 2011, atingiu seu pico na posição 42. Ao lado de "What I've Done" e "Burn It Down", é a terceira canção da banda que passou mais tempo na Billboard Hot 100, com 23 semanas contabilizadas, atrás somente de "In the End" e "Numb". Em 25 de setembro de 2010, adentrou na Alternative Airplay, alcançando a primeira posição em 8 de janeiro de 2011, onde permaneceu por três semanas consecutivas. Mais tarde foi superada por "Tigthen Up" do The Black Keys, e em 5 de fevereiro subiu ao topo novamente. A faixa permaneceu na contagem por 35 semanas. Na tabela Hot Rock & Alternative Songs alcançou o segundo lugar, também atrás de "Tigthen Up" do The Black Keys. A faixa, ao contrário de "The Catalyst", figurou nas paradas de música pop do país, incluindo na Adult Top 40, onde alcançou a 11.ª posição em abril de 2011, e na Mainstream Top 40, atingindo a 21.ª colocação em março de 2011. Nas tabelas de final de ano de 2011, a canção ficou nas posições de número 7, 10 e 45 nas paradas Alternative Airplay, Hot Rock & Alternative Songs e Adult Top 40, respectivamente. Em 2019, a faixa figurou na 48.ª posição na tabela das canções de maior sucesso da década de 2010 da Hot Rock & Alternative Songs. Em 7 de abril de 2011, a Recording Industry Association of America (RIAA) certificou-a com um disco de ouro e, em 4 de agosto de 2017, obteve um disco de platina pelas vendas de mais de um milhão de cópias nos Estados Unidos. No Canadá, alcançou a 55.ª colocação na principal parada de singles do país. Na Europa, por outro lado, obteve um desempenho comercial mais moderado, alcançando as cinquenta primeiras posições nas paradas da Alemanha (29.ª), Áustria (34.ª) e Polônia (48.ª), e os cem primeiros lugares na Suíça (58.º), Escócia (83.º) e Reino Unido (90.º).

## Desempenho nas tabelas musicais
| Tabela musical (2010–2011)                    | Melhor posição |
| --------------------------------------------- | -------------- |
| Alemanha (Official German Charts)             | 29             |
| Áustria (Ö3 Austria Top 40)                   | 34             |
| Bélgica (Ultratip Bubbling Under Flanders)    | 20             |
| Canadá (Billboard Hot AC)                     | 41             |
| Canadá (Billboard Rock)                       | 20             |
| Canadá (Canadian Hot 100)                     | 55             |
| Escócia (Official Charts Company)             | 83             |
| Estados Unidos (Adult Top 40)                 | 11             |
| Estados Unidos (Alternative Airplay)          | 1              |
| Estados Unidos (Billboard Hot 100)            | 42             |
| Estados Unidos (Hot Rock & Alternative Songs) | 2              |
| Estados Unidos (Mainstream Rock Airplay)      | 37             |
| Estados Unidos (Mainstream Top 40)            | 21             |
| Estados Unidos (Rock & Alternative Airplay)   | 2              |
| México (Ingles Airplay)                       | 25             |
| Polônia (ZPAV)                                | 48             |
| Portugal (AFP)                                | 26             |
| Reino Unido (UK Rock & Metal Chart)           | 3              |
| Reino Unido (UK Singles Chart)                | 90             |
| República Checa (Rádio – Top 100)             | 34             |
| Suíça (Schweizer Hitparade)                   | 58             |

| Tabela musical (2011)                         | Posição |
| --------------------------------------------- | ------- |
| Estados Unidos (Adult Top 40)                 | 45      |
| Estados Unidos (Alternative Airplay)          | 7       |
| Estados Unidos (Hot Rock & Alternative Songs) | 10      |

| Tabela musical (2010–2019)                    | Posição |
| --------------------------------------------- | ------- |
| Estados Unidos (Hot Rock & Alternative Songs) | 48      |

## Certificações
| Estados Unidos (RIAA)                                                             | Platina | 1 000 000‡ |
| ‡ Número de vendas + streaming definido com base apenas no nível de certificação. |         |            |

## Créditos e pessoal
Créditos adaptados através do livreto de "Waiting for the End" e A Thousand Suns.
Linkin Park:
- Chester Bennington: vocais
- Rob Bourdon: bateria, vocais de apoio
- Brad Delson: guitarra, vocais de apoio
- Dave Farrell: baixo, vocais de apoio
- Joe Hahn: toca-discos, scratching, vocais de apoio
- Mike Shinoda: vocais, produção, engenheria de áudio

Pessoal:
- Vlado Meller: masterização de áudio (na Universal Mastering Studios, Los Angeles, Califórnia)
- Mark Santangelo: assistência de masterização
- Neal Avron: mixagem (na Paramount Recording Studios, Los Angeles, Califórnia)
- Nicolas Fournier: assistência de mixagem
- Rick Rubin: produção
- Ghost Town Media: arte da capa